# إيفو تشافيس
إيفو تشافيس (بالإسبانية: Ivo Chaves)‏ (30 يونيو 1993 في الأرجنتين - ) هو لاعب كرة قدم أرجنتيني في مركز الوسط.

## وصلات خارجية
- إيفو تشافيس على موقع قاعدة بيانات كرة القدم.إي يو (الإنجليزية)
- إيفو تشافيس على موقع Soccerway.com (الإنجليزية)